# Vorbach (Ebern)
Vorbach ist ein Gemeindeteil der Stadt Ebern im unterfränkischen Landkreis Haßberge in Bayern.

## Geografie
Das Kirchdorf liegt im östlichen Teil des Landkreises zwischen dem Knorzhügel und dem Haubeberg in einer Talmulde, die vom Vorbacher Graben durchflossen wird. Etwa ein Kilometer nördlich von dem Dorf, am westlichen Bergausläufer des 431 Meter hohen Haubeberges, liegt die Burg Rauheneck. Die Kreisstraße HAS 50 von Neuses am Raueneck zur Staatsstraße 2278 führt durch den Ort.

## Geschichte
Der Ortsname bedeutet wohl „mit Föhren bewachsener Bach“.
Im Jahr 1364 wurde Vorbach erstmals urkundlich genannt, als „Gek de Fullebach“, Amtmann zu Rauheneck, das Dorf „Fuhrbach“ als Lehen erhielt. 1468 wurde Heintz Marschalk zu Raweneck „Vorbach“ als bischöfliches Lehen zugesprochen. 1469 wurde dem Heinz Marschalk von Raueneck bei einer Erbteilung Vorbach zugesprochen. Im 14. und 15. Jahrhundert saßen die Marschalk von Rauheneck als würzburgische Dienstmannen auf der Burg. 1575 gehörte Vorbach zum Amt Bramberg und das Hochstift Würzburg besaß Untertanen in dem Dorf.
1821 wurde Vorbach eine Landgemeinde und 1862 in das neu geschaffene bayerische Bezirksamt Ebern eingegliedert. Die Landgemeinde bestand aus zwei Orten, dem Kirchdorf und der 1,0 Kilometer entfernten Einöde Pöppelsmühle an der Preppach. Die Gemeinde zählte im Jahr 1871 126 Einwohner, von denen 108 katholisch waren, und 27 Wohngebäude. Vorbach gehörte zu der 4,5 Kilometer entfernten katholischen und evangelischen Pfarrgemeinde in Jesserndorf. Eine katholische Bekenntnisschule stand im Ort. 1900 hatte die 266,87 Hektar große Gemeinde 122 Einwohner und 25 Wohngebäude und 1925 lebten in Vorbach 120 Personen, von denen 110 katholisch waren, in 24 Wohngebäuden.
1950 hatte das Kirchdorf 143 Einwohner und 21 Wohngebäude. Im Jahr 1961 zählte Vorbach 141 Einwohner und 23 Wohngebäude. Das Dorf gehörte zur katholischen Pfarrei Unterpreppach. 1970 waren es 118 und 1987 104 Einwohner sowie 24 Wohngebäude mit 26 Wohnungen.
Am 1. Juli 1971 wurde Vorbach nach Unterpreppach eingegliedert. Am 1. Juli 1972 folgte mit Unterpreppach die Eingemeindung nach Ebern und im Rahmen der Gebietsreform die Auflösung des Landkreises Ebern. Vorbach kam zum Landkreis Haßberge.

## Baudenkmäler

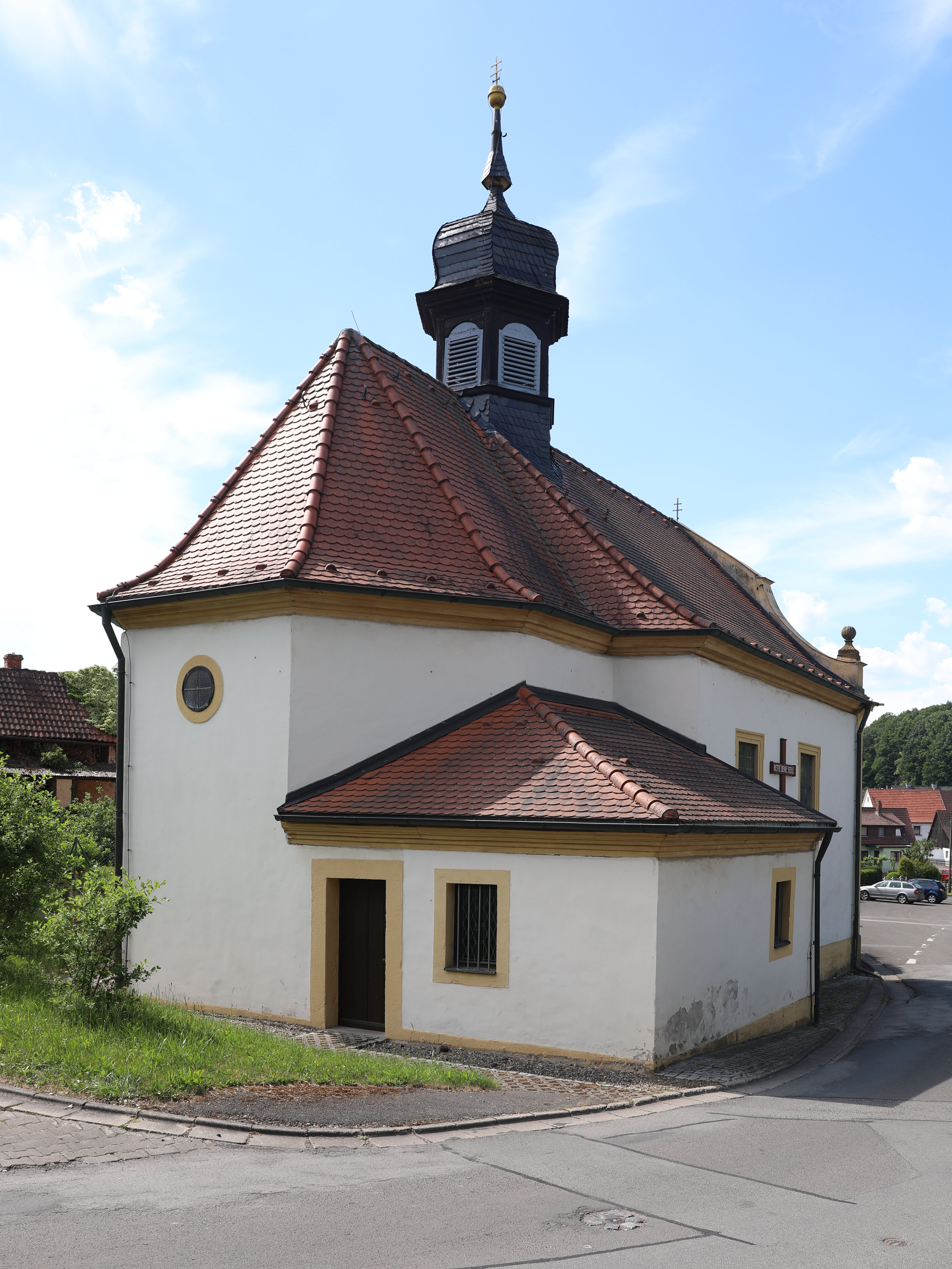
Katholische Filialkirche St. Johannes

Die katholische Filialkirche St. Johannes wurde 1782 errichtet. Es ist ein Saalbau mit einem Schweifgiebel und einem eingezogenen Chor. Den oberen Abschluss bildet ein Satteldach mit einem Dachreiter und einer Zwiebelhaube. Die Orgel ist ein Werk des Nürnberger Orgelbaumeisters Josef Franz Bittner aus dem Jahr 1880. Sie wurde 1995 restauriert. Das Instrument mit seinem dreiteiligen Prospekt hat sieben Register auf einem Manual und Pedal.
In der Bayerischen Denkmalliste sind insgesamt sechs Baudenkmäler aufgeführt.